# Willie Gamble
Simon William "Willie" Gamble (sinh ngày 5 tháng 3 năm 1968) là một cựu cầu thủ bóng đá người Anh ghi 15 bàn thắng trong 64 lần ra sân ở Football League thi đấu ở vị trí tiền đạo cho Lincoln City. Ông cũng thi đấu bóng đá non-league cho Grantham Town, Boston United, Shepshed Albion, Harworth Colliery Institute, Brigg Town, Armthorpe Welfare, Glapwell, Collingham (Notts) và Retford United.